# Monastère de Fondukistan
Le monastère de Fondukistan ou Fondoqestân est un site archéologique afghan localisé dans la province de Parwan et qui comportait un monastère gréco-bouddhiste situé dans la vallée du Ghorband. Le site a fait l'objet de fouilles dans les années 1930 par les équipes de la DAFA, une partie des découvertes rejoignit le musée Guimet à Paris tandis que le reste intégra les collections du musée national afghan de Kaboul où il fut détruit en 2000.

## Localisation et géologie du site
Le site est situé à l'ouest de la confluence du Panchir et du Ghorband et à l'ouest de Begram, à environ 117 km au nord-est de la capitale du pays, Kaboul.

## Histoire

### Histoire ancienne
Le nom du site signifie « noiseraie ».
Le sanctuaire a été daté du VIIe siècle et VIIIe siècle alors que la zone était sous la domination des Turcs shahis.

### Histoire contemporaine et redécouverte
Charles Masson explore le site dans les années 1830 et y découvre des monnaies.
Joseph Hackin et Jean Carl l'explorent en 1936-1937 car « un berger avait aperçu une tête de Bouddha dans la fente d'une colline conique ».
Selon la convention de partage des oeuvres issues des fouilles, certaines rejoignent Paris alors que d'autres sont déposées au musée national afghan de Kaboul. Ces dernières sont détruites en août 2000 par les Talibans.

## Description et interprétation
Le site comprenait un stupa situé au centre d'un complexe monastique.
Des statues polychromes de terre crue ont été retrouvées dans les niches présentes autour du stupa. Les niches étaient ornées de fresques de « style indien, témoins de l'influence grandissante de l'Inde sur l'art gréco-bouddhique tardif de l'Afghanistan ».
Les œuvres sont les derniers témoins de l'art gréco-bouddhique, avec une influence sassanide voire hephthalite. A cette période la zone est sous l'influence de l'Empire tang, avec un afflux de moines chinois, alors que dans la même période des moines indiens se rendaient en Asie centrale. Ces événements ont donné naissance à un style mêlé d'influences indiennes et chinoises qui se retrouve, outre au monastère de Fondukistan, sur le site de  Tapa Sardar. Des similitudes ont également été notées avec les œuvres d’art contemporaines en Chine, telles que celles de Tianlongshan.
Les œuvres découvertes au monastère de Fondukistan sont un témoin d'un « art maniériste, raffiné ».

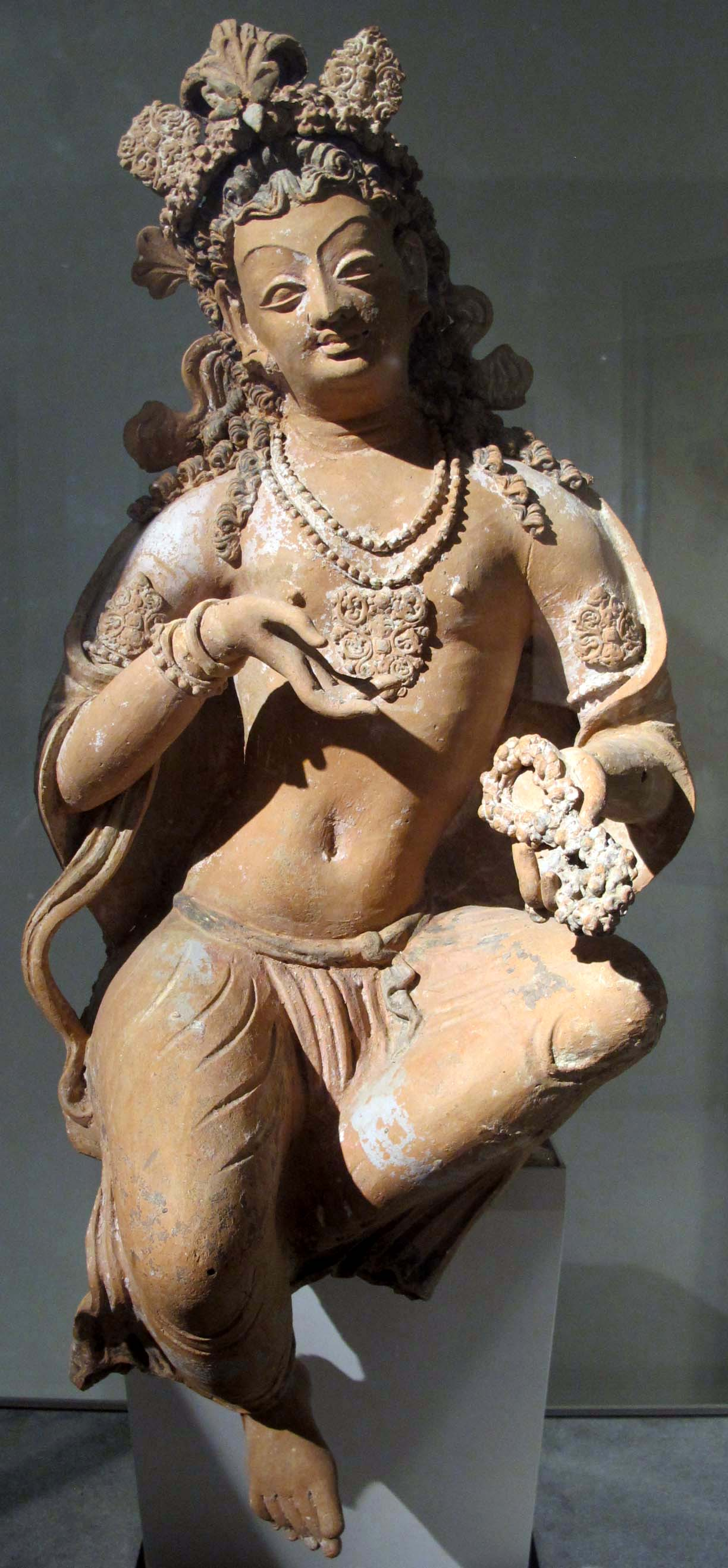
Statue d'une Bodhisattva, vers 700
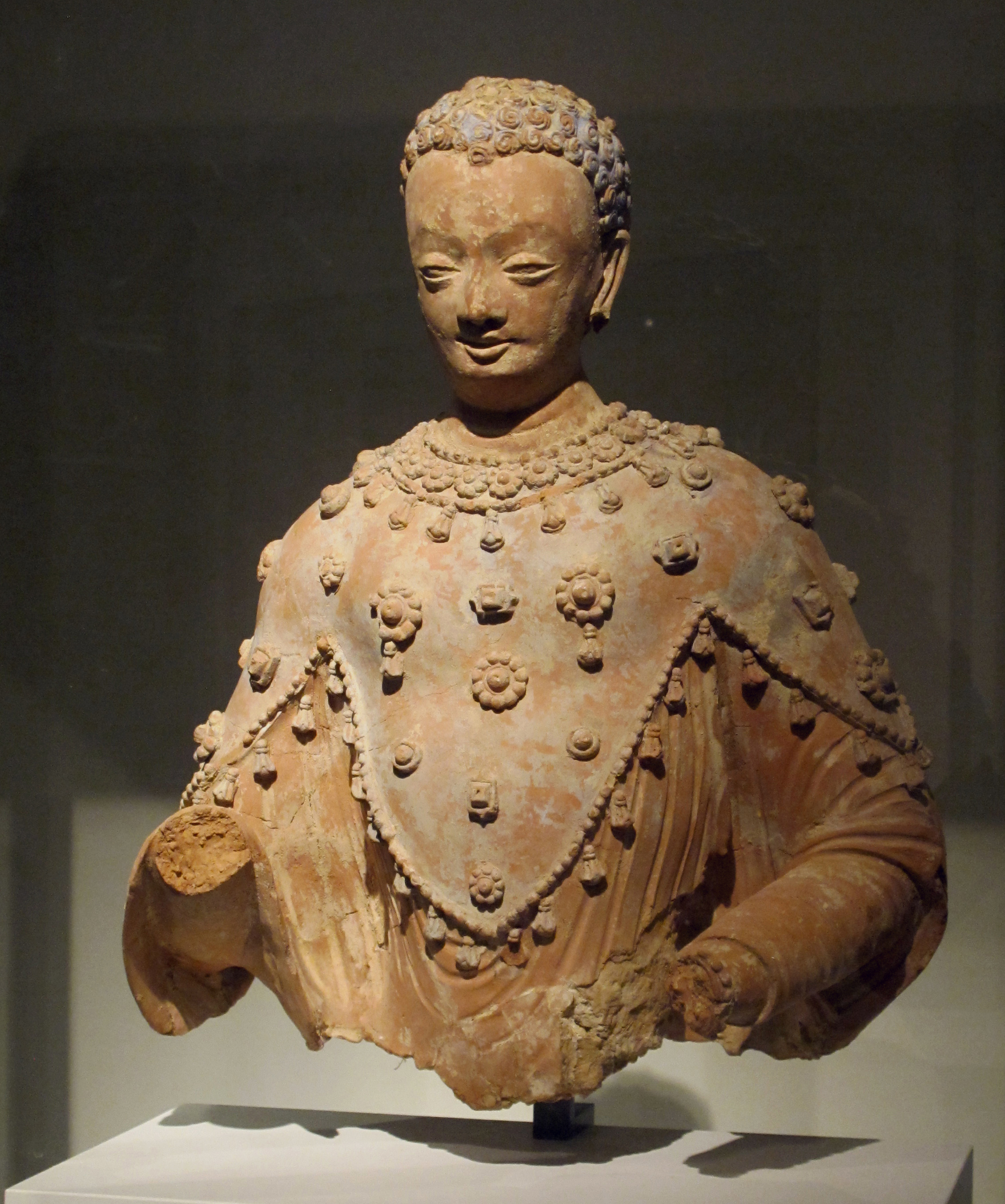
Statue de Bouddha, vers 700
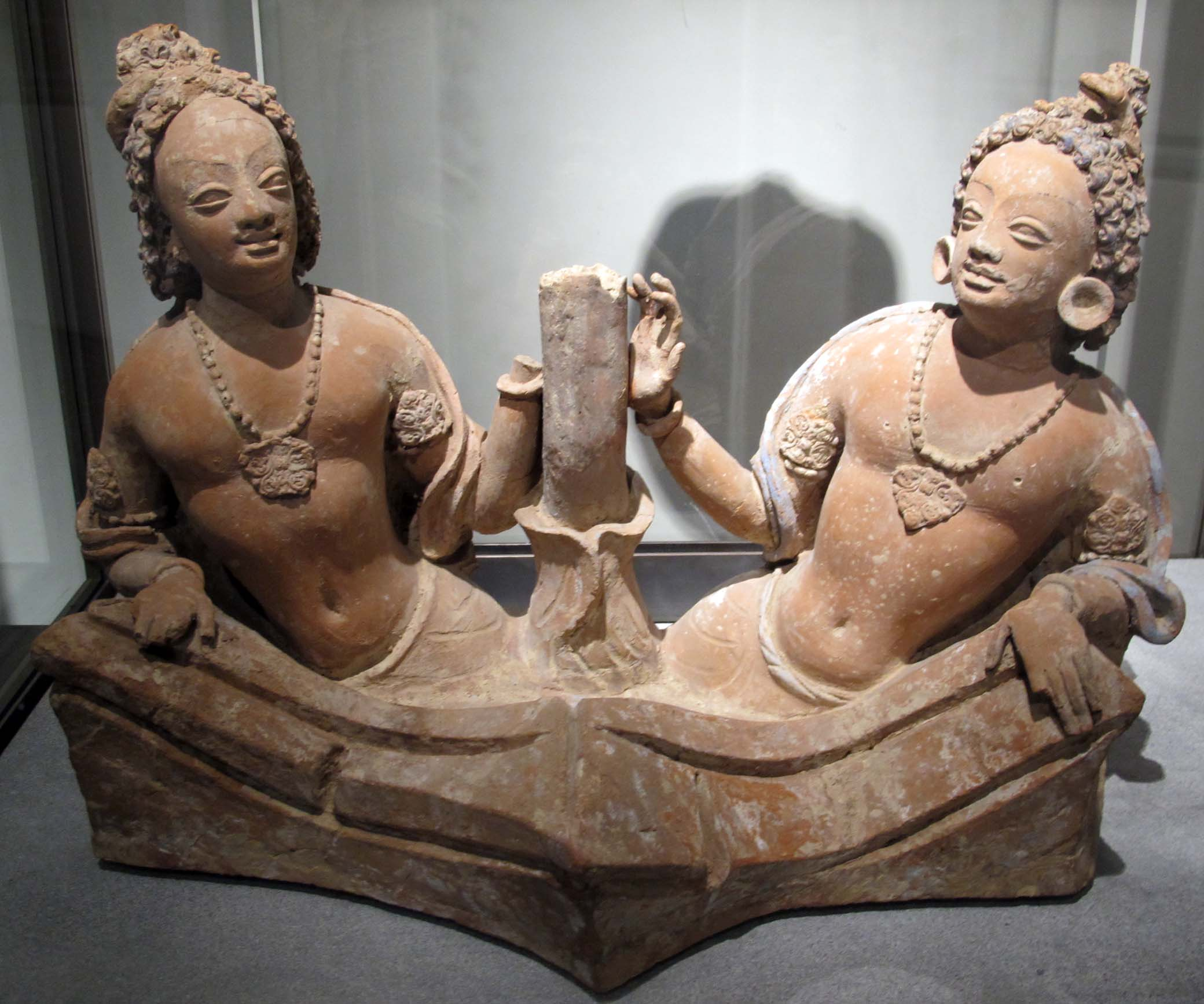
Les rois Naga
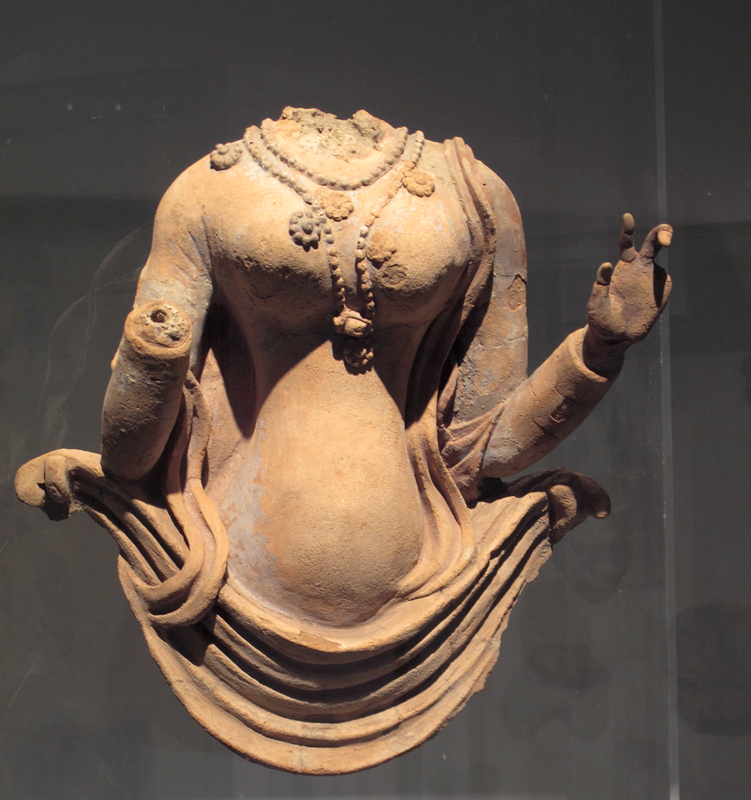
Buste féminin.
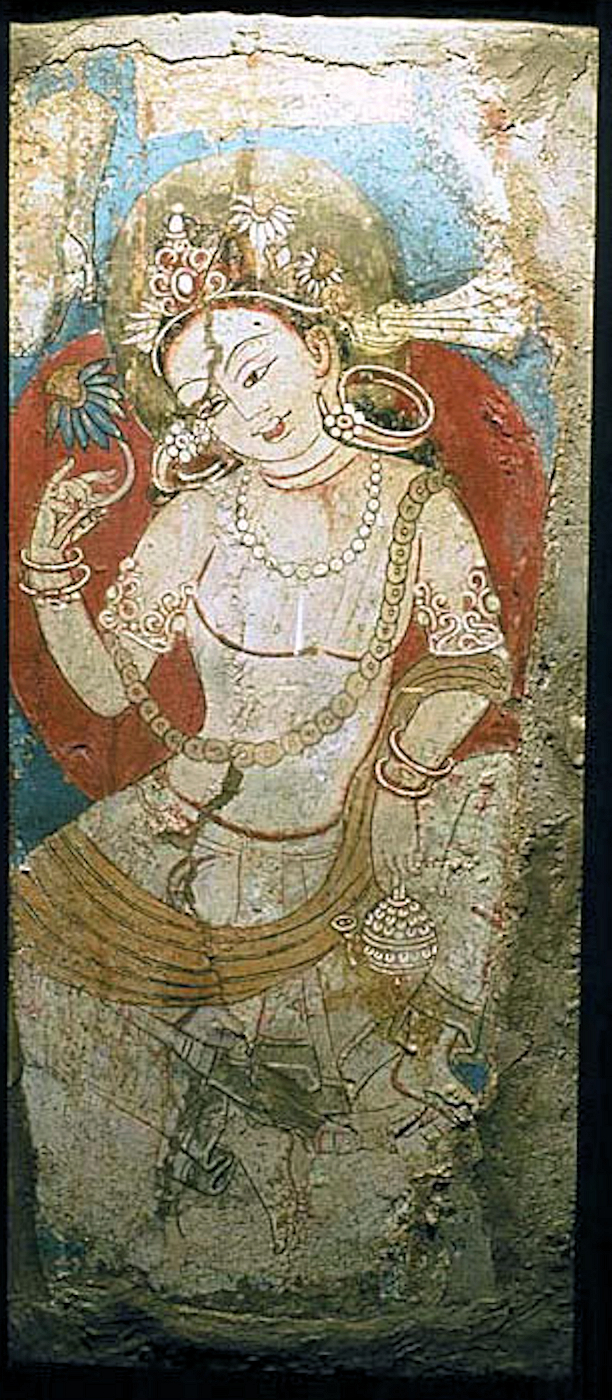
Fresque du monastère
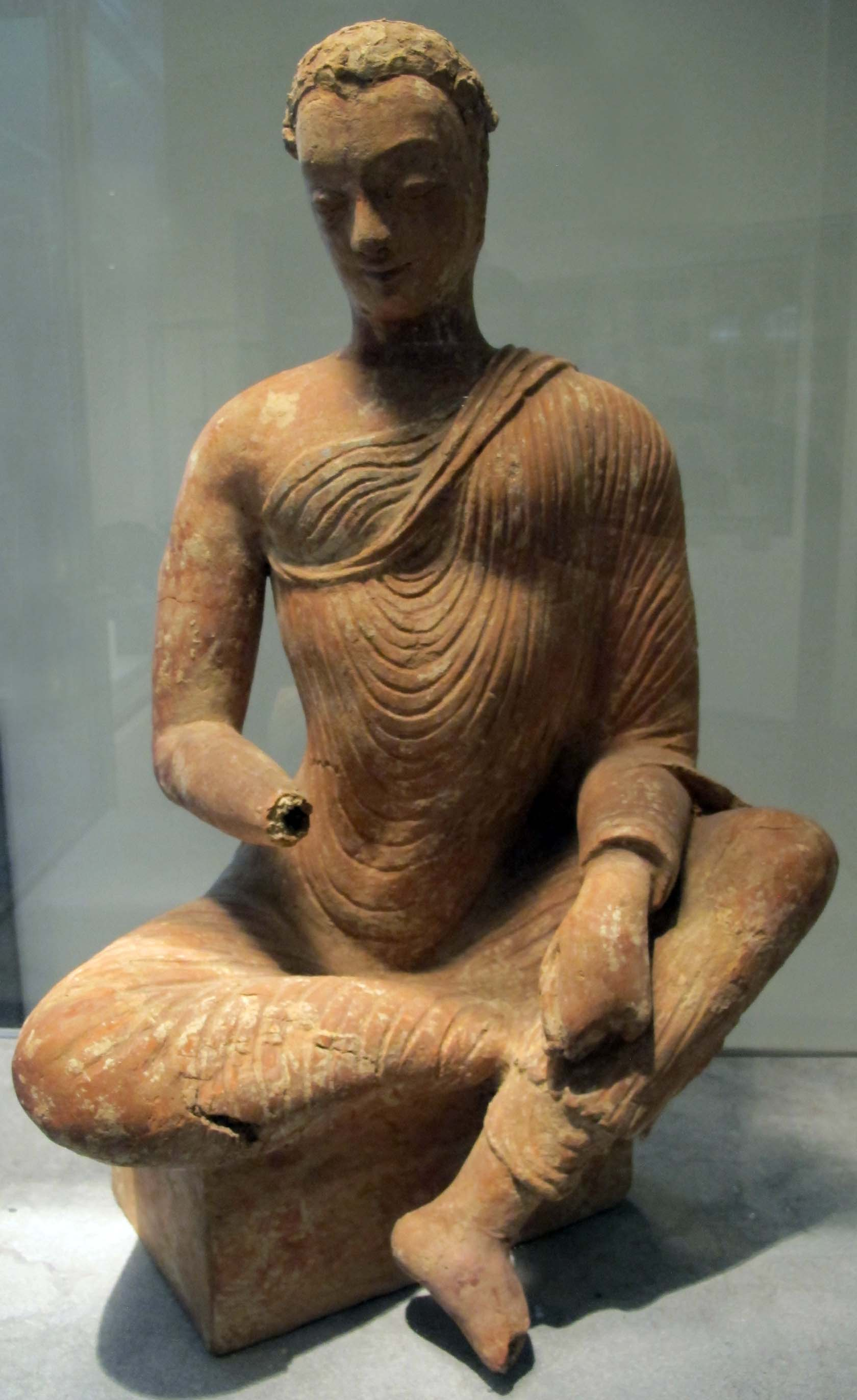
Bouddha assis